# Matilde de la Torre
Pour les articles homonymes, voir Torre et La Torre.
Matilde de la Torre Gutiérrez, née à Cabezón de la Sal en 1884 et morte en exil au Mexique en 1946 est une journaliste, écrivaine, pédagogue et femme politique, députée de la république espagnole, originaire de Cantabrie.

## Biographie

### Famille
Fille d'Eduardo de la Torre et d'Ana Gutiérrez Cueto, Matilde de la Torre grandit dans un milieu progressiste de la classe moyenne. Son père est notaire à Cabezón de la Sal, en Cantabrie. Son grand-père, Cástor Gutiérrez de la Torre, est journaliste et fondateur du journal La Abeja Montañesa (1856). Son oncle, Enrique Gutiérrez Cueto, est également journaliste et fondateur du quotidien El Atlántico (1886).
Elle est la cousine germaine de la peintre cubiste María Blanchard qui fait carrière à Paris, et de la pédagogue Aurelia Gutiérrez-Cueto Blanchard, assassinée par les nationalistes espagnols à Valladolid en 1936.

### Carrière littéraire et engagement politique
Dans cette famille férue d'écriture et d'art, Matilde de la Torre débute dans le monde de la littérature avec la publication, en 1917, de sa première œuvre, homonyme d'une peinture de sa cousine María Blanchard, Jardín de damas curiosas: epistolario sobre feminismo.
Elle écrit plusieurs essais dans sa carrière, comme Don Quijote, rey de España (1928) ou encore El Ágora (1930), dans lequel elle développe les thèmes du régime politique de la Restauration, le courant du régénérationnisme ou encore des auteurs comme José Ortega y Gasset.
Dans les années 1920, elle fonde l'Académie Torre à Cabezón de la Sal, où sont enseignés les préconisations de l'Institution libre d'enseignement. En 1924, elle crée la chorale Voces Cántabras et travaille sur les danses et chants populaires de Cantabrie.
En 1931, à la fin de la dictature de Primo de Rivera, elle adhère au Parti Socialiste Ouvrier Espagnol (PSOE). En 1933 et 1936, elle est élue députée de la circonscription d'Oviedo.
Durant la guerre d'Espagne, elle dirige la direction générale du Commerce et des Douanes dans le gouvernement de Francisco Largo Caballero jusqu'à mars 1937.
La chute de la République l'oblige à s'exiler en France lors de la Retirada. Elle y publie, en 1940, Mares en la sombra, dans lequel elle relate le drame de la guerre dans les Asturies. Elle collabore également à la revue négriniste Norte de Julián Zugazagoitia.
Au printemps 1940, elle s'embarque depuis Bordeaux à destination de Cuba, puis rejoint le Mexique où elle meurt, en exil, le 19 mars 1946.

## Postérité
En tant que négriniste, elle est radiée du PSOE en avril 1946, comme d'autres militants. En juillet 2008, le parti la réintègre symboliquement, aux côtés de 36 autres adhérents, dont Juan Negrín.
Elle repose au Panthéon espagnol de Mexico.